# ناحیه گرامش
استان گرامش (به آلبانیایی: Rrethi i Gramshit) نام یکی از استان‌های سی‌وشش‌گانه کشور آلبانی است.
مرکز این استان شهر گرامش است